# Mouyondzi
Mouyondzi es una localidad de la República del Congo, constituida administrativamente como un distrito del departamento de Bouenza en el sur del país.
En 2011, el distrito tenía una población de 36 815 habitantes, de los cuales 17 387 eran hombres y 19 428 eran mujeres.
El área está habitada principalmente por los beembe, un subgrupo étnico de los bakongos.
Se ubica unos 50 km al noreste de Madingou, sobre la carretera P8 que lleva a Sibiti. Al este de la localidad sale una carretera secundaria que lleva a Kindamba. La localidad llegó a tener su propio aeródromo, pero actualmente está cerrado y destinado a tierras de cultivo.